# Порнохолокост
«Порнохолокост» (итал. Porno Holocaust) — итальянский сексплуатационный порнографический фильм ужасов 1981 года режиссёра Джо Д’Амато, снятый по сценарию Тито Карпи, который работал под псевдонимом «Том Салина». Помощником режиссёра была Донателла Донати. Снятый в Санто-Доминго и его окрестностях, фильм был одним из первых художественных итальянских фильмов, содержащих порнографию. Название фильма является аллюзией на «Ад каннибалов» (англ. Cannibal Holocaust).
Премьера фильма состоялась 9 февраля 1981 года.

## Сюжет
Группа учёных отправляется на уединённый остров, где в 1958 году проводились испытания ядерного оружия, чтобы исследовать случаи появления мутировавших животных и утверждения о существовании монстра. На острове находятся огромные крабы, а за исследователями и командой корабля охотится и следит невидимое существо. После секса со своей женой профессор Келлер отправляется купаться, и там его топит чудовище, которое затем насилует и убивает жену профессора.
В главном лагере два члена экипажа корабля, Пьер и Жак, отправляются собирать фрукты, а за ними следует монстр. Пьера он убивает камнем, а Жака забивает до смерти поленом. Услышав, что на двух мужчин напали, остальная часть экспедиции отправляется на разведку. Монстр захватывает Энни и уводит её в своё пещерное логово, где она находит дневник, из которого узнаёт, что это существо когда-то было Антуаном Домодуро, одним из первых жителей острова. Он застрял там со своей женой и дочерью во время испытаний атомной бомбы, которая убила его семью, а его превратила в мутанта.
На следующий день остальные обнаруживают тела своих товарищей и то, что лодка исчезла. Капитан Харди отправляется на поиски Энни и находит Бенуа, репортёра, который следовал за исследователями на остров. Умирая от тяжёлых травм, Бенуа рассказывает Харди, что на него напал «человек-обезьяна», который держит Энни в плену в соседней пещере. Вернувшись в лагерь, Антуан душит профессора Лемуана, а затем убивает и насилует Графиню де Сен-Жак. Капитан Харди пытается спасти Энни самостоятельно.
Харди находит пещеру и освобождает Энни, но во время бегства они сталкиваются с Антуаном, в которого Харди стреляет из подводного ружья и попадает тому в грудь. Антуан вырывает стрелу и пытается атаковать им Харди, но отвлекается, когда Энни выкрикивает его имя. Антуан падает замертво на землю, а Харди и Энни покидают остров на лодке журналиста Бенуа, на которой они празднуют свой побег сексом.

## В ролях
| Актёр         | Роль                      |
| ------------- | ------------------------- |
| Джордж Истмен | профессор Лемуан          |
| Дирче Фунари  | доктор Симона Келлер      |
| Анндж Горен   | зоолог графиня де Сен-Жак |
| Марк Шеннон   | капитан Гербье            |

Актёры, не указанные в титрах:
| Актёр           | Роль             |
| --------------- | ---------------- |
| Люсия Рамирез   | Энни Вермонт     |
| Джордж ДюБрен   | профессор Келлер |
| Эннио Мичеттони | журналист Бенуа  |
| Джо Д'Амато     | журналист        |

## Производство
После съёмок фильмов «Папайа» (1978) и «Жестокое убийство» (1979) в Санто-Доминго в мае-сентябре 1978 года, Джо Д’Амато там же начал снимать «Порнохолокост» (1981), «Голубой рай» (1980), «Чёрный секс» (1980), «Чёрный оргазм» (1980), «Жёсткое ощущение» (1980) и «Эротические ночи живых мертвецов» (1980). Премьеры всех этих фильмов в Италии состоялись с мая 1980 года по январь 1981 года. Во всех этих фильмах снимались в основном одни и те же актёры, в одних декорациях и даже сюжетные повороты повторялись, а также повторно в разных фильмах использовались одни и те же кадры и сцены.
Изначально планировалось, что в фильме не будет порнографии, а название будет Holocaust. Но студия потребовала сделать фильм более хардкорным. Джо Д’Амато вспоминал: «Мы хотели шокировать публику... недавно были сняты хардкорные фильмы, и мы до сих пор не знали, в какую сторону нужно двигаться».
После «Порнохолокоста» компания Франко Гауденци Kristal Film занималась ещё двумя фильмами Д’Амато: «Порно экзотическая любовь» (1980) и «Жёсткое ощущение» (1980). Среди этой тройки «Порнохолокост» является фильмом с самым большим количеством откровенного секса (примерно 33% от его общей продолжительности). Съёмки фильма начались 29 октября 1979 года под рабочим названием Tilt. Среди актёров был и художник-постановщик Эннио Мичеттони, который исполнил роль журналиста Бенуа, в титрах указан не был.
По словам Марко Джусти, Д’Амато сказал Питеру Блюменштоку, что Бруно Маттеи снял большую часть фильма, при этом он не был указан в титрах, поэтому Джусти отметил Маттеи как неупомянутого сорежиссёра. Позже эта информация была названа Андреа Наполи «совершенно необоснованной»; он заявил, что сам Маттеи опроверг свою причастность к фильму.

## Релиз
Премьера фильма «Порнохолокост» состоялась в Италии 9 февраля 1981 года в театре Беллини в Кальтаниссетте, а затем 17 февраля в Турине, 12 марта в Милане (под альтернативным названием «Delizie erotiche in Porno holocaust») и 18 декабря 1981 года в Риме. За первые пять лет проката в итальянских кинотеатрах фильм заработал 357 173 233 лиры. Фильм вышел в прокат в других странах Европы, в январе 1982 года во Франции под названием Blue holocaust и в Испании под названием Holocausto porno в марте 1984 года, где фильм посмотрело 34 292 зрителей, что эквивалентно заработанным деньгам в 82 278 евро.
Также фильм имел альтернативное итальянское название — Delizie erotiche in Porno holocaust, это привело к тому, что фильм иногда путают с фильмом Бруно Габурро Delizie erotiche.
Немецкая софткор-версия фильма вышла под названием Insel der Zombies, также она имеет ряд музыкальных треков, взятых из фильма «Эротические ночи живых мертвецов» (1980).

## Реакция критиков
В 2003 году автор книг о кино Скотт Аарон Стайн рассматривал данный фильм под названием Erotic Delights, упоминая Porno Holocaust лишь как альтернативное название. Он описал монстра из фильма как «одарённого чёрного парня в костюме Робинзона Крузо» и отметил, что большая часть фильма следует условностям порнофильма: «Всё сделано так, чтобы за одной сексуальной сценой последовала другая». Стайн отмечает «ужасный грим» и «малобюджетные эффекты», существование которых он оправдывает лишь тем, «чтобы зритель не заскучал от довольно однообразного секса». Стайн также заметил, что девушка, которую мутант не насилует, а вместо этого похищает и дарит ей цветы, «кажется, не очень расстроена своим затруднительным положением, несмотря на горы тел вокруг неё». В заключении Стайн сказал, что этот фильм является «хламом».
В своей книге о Д’Амато Гордиано Лупи сказал, что этот фильм является «сумасшедшим и визионерским» и назвал его лучшим фильмом Карибского периода Д’Амато. Фильм был «невыносимо медленным», а игра актёров посредственной, но Лупи видел в этих недостатках элементы, которые шли картине на руку. Он писал, что сцены хардкорной порнографии были «хорошо обработаны» и «сняты с мастерством и новаторским духом», имея в виду, что это были первые подобные сцены в итальянском кино.
В 2005 году Ян Джейн на DVD Talk дал фильму две звезды и написал: «как порнографический фильм, хотя и довольно откровенный, „Порнохолокост“ отстой. Как фильм ужасов, „Порнохолокост“ отстой ещё больше. Но как предмет любопытства это интересно, и фильм действительно содержит некоторые причудливые моменты непреднамеренного веселья, если вы сможете пройти мимо сцен секса, которыми бомбардируют вас каждые пять минут или около того. Откровенное содержание не столько возбуждает, сколько… вызывает интерес, а неумело сделанные пятна крови и кишки то тут, то там вызывают ещё больший интерес.» Рецензия завершается тем, что автор называет «Порнохолокост» «действительно плохим фильмом».
В своей книге Perverse Titillation: The Exploitation Cinema of Italy, Spain and France, 1960—1980, опубликованной в 2011 году, доцент Дэнни Шипка из Луизианского государственного университета дал фильмам «Порнохолокост» и «Эротические ночи живых мертвецов» отрицательные отзывы, критикуя актёрскую игру, кровь и сексуальные сцены, и заключил, что слияние «жёсткого секса и экстремального насилия вызывает беспокойство».
В 2014 году Андреа Наполи перечислил ряд порнографических сцен, которые он считал «культовыми эпизодами», и критиковал повествовательную часть фильма, называя её частично растянутой, многословной и почти полностью лишённой саспенса. Он заметил, что сцены с монстром «не могли избежать того, чтобы невольно казаться смешными», включая сцену орального изнасилования Дирче Фунари.
В рецензии журнала Monster Bis на «Порнохолокост» сказано, что это «легендарный фильм, потому что он содержит в себе всё безумие и сумасшествие творчества Джо Д’Амато».